# Copa del Rey de baloncesto 2017
La 81.ª edición de la Copa del Rey de baloncesto se celebró en el Fernando Buesa Arena de Vitoria del 16 al 19 de febrero de 2017.

## Equipos participantes
Los siete primeros clasificados después de la primera mitad de la ACB de la temporada regular 2016-17 se clasifican al torneo. El Baskonia, equipo anfitrión, se clasifica de forma directa.
| - Real Madrid - Valencia Basket - Iberostar Tenerife - FC Barcelona Lassa | - Baskonia (anfitrión) - Herbalife Gran Canaria - Unicaja Málaga - Morabanc Andorra |

## Sorteo
Concluida la primera vuelta de la Liga Endesa y conociendo los equipos clasificados para la Copa del Rey de baloncesto 2017, se celebró el sorteo de emparejamientos el 16 de enero de 2017 en el Palacio de Congresos Europa de Vitoria a las 12:00 (CEST).
La dinámica del sorteo contemplará únicamente cuatro cabezas de serie, los mejores clasificados de la primera vuelta de la Liga Regular, en un sorteo puro con los otros cuatro equipos clasificados.

## Resultados
|  | Cuartos de final   | Cuartos de final   | Cuartos de final   |                 |                    | Semifinales        | Semifinales   | Semifinales   |  |             | Final         | Final         | Final         |  |
|  | 16 y 17 de febrero | 16 y 17 de febrero | 16 y 17 de febrero |                 |                    | 18 de febrero      | 18 de febrero | 18 de febrero |  |             | 19 de febrero | 19 de febrero | 19 de febrero |  |
|  |                    |                    |                    |                 |                    |                    |               |               |  |             |               |               |               |  |
|  |                    |                    |                    |                 |                    |                    |               |               |  |             |               |               |               |  |
|  | Real Madrid        | Real Madrid        | 99                 |                 |                    |                    |               |               |  |             |               |               |               |  |
|  | Real Madrid        | Real Madrid        | 99                 |                 |                    |                    |               |               |  |             |               |               |               |  |
|  | Morabanc Andorra   | Morabanc Andorra   | 93                 |                 |                    |                    |               |               |  |             |               |               |               |  |
|  | Morabanc Andorra   | Morabanc Andorra   | 93                 |                 | Real Madrid        | Real Madrid        | 103           |               |  |             |               |               |               |  |
|  |                    |                    |                    |                 | Real Madrid        | Real Madrid        | 103           |               |  |             |               |               |               |  |
|  |                    |                    | Baskonia           | Baskonia        | 99                 |                    |               |               |  |             |               |               |               |  |
|  | Baskonia           | Baskonia           | Baskonia           | Baskonia        | 99                 | 90                 |               |               |  |             |               |               |               |  |
|  | Baskonia           | Baskonia           |                    |                 |                    |                    |               |               |  |             |               |               |               |  |
|  | Iberostar Tenerife | Iberostar Tenerife | 81                 |                 |                    |                    |               |               |  |             |               |               |               |  |
|  | Iberostar Tenerife | Iberostar Tenerife | 81                 |                 |                    |                    |               |               |  | Real Madrid | Real Madrid   | 97            |               |  |
|  |                    |                    |                    |                 |                    |                    |               |               |  | Real Madrid | Real Madrid   | 97            |               |  |
|  |                    |                    | Valencia Basket    | Valencia Basket | 95                 |                    |               |               |  |             |               |               |               |  |
|  | FC Barcelona Lassa | FC Barcelona Lassa | Valencia Basket    | Valencia Basket | 95                 | 82                 |               |               |  |             |               |               |               |  |
|  | FC Barcelona Lassa | FC Barcelona Lassa |                    |                 |                    |                    |               |               |  |             |               |               |               |  |
|  | Unicaja Málaga     | Unicaja Málaga     | 70                 |                 |                    |                    |               |               |  |             |               |               |               |  |
|  | Unicaja Málaga     | Unicaja Málaga     | 70                 |                 | FC Barcelona Lassa | FC Barcelona Lassa | 67            |               |  |             |               |               |               |  |
|  |                    |                    |                    |                 | FC Barcelona Lassa | FC Barcelona Lassa | 67            |               |  |             |               |               |               |  |
|  |                    |                    | Valencia Basket    | Valencia Basket | 76                 |                    |               |               |  |             |               |               |               |  |
|  | Valencia Basket    | Valencia Basket    | Valencia Basket    | Valencia Basket | 76                 | 88                 |               |               |  |             |               |               |               |  |
|  | Valencia Basket    | Valencia Basket    |                    |                 |                    |                    |               |               |  |             |               |               |               |  |
|  | Gran Canaria       | Gran Canaria       | 72                 |                 |                    |                    |               |               |  |             |               |               |               |  |
|  | Gran Canaria       | Gran Canaria       | 72                 |                 |                    |                    |               |               |  |             |               |               |               |  |
|  |                    |                    |                    |                 |                    |                    |               |               |  |             |               |               |               |  |

### Cuartos de final

#### Iberostar Tenerife – Saski Baskonia|Baskonia
| 16 de febrero de 2017 19:00 (CET) | Baskonia                                                         | 90–81                | Iberostar Tenerife                                                  | Vitoria |  |
|                                   | Parciales: 22-15, 23-19, 16-21, 29-26                            |                      |                                                                     | |  |
|                                   | Estadísticas Shane Larkin 26 Johannes Voigtmann 7 Shane Larkin 8 | Reporte Pts Reb Asts | Estadísticas 23 Marius Grigonis 10 Tim Abromaitis 6 Marius Grigonis | Pabellón: Fernando Buesa Arena Asistencia: 14.625 espectadores Árbitros: Miguel Ángel Pérez Pérez Benjamín Jiménez Trujillo Fernando Calatrava Cuevas Televisión: |  |

| Iniciales:            | Iniciales: | Iniciales:           | Pts. | Reb. | Ast. | Val. |
| --------------------- | ---------- | -------------------- | ---- | ---- | ---- | ---- |
| P                     | 7          | Johannes Voigtmann   | 3    | 7    | 3    | 4    |
| E                     | 10         | Rodrigue Beaubois    | 10   | 5    | 2    | 11   |
| AP                    | 14         | Kim Tillie           | 10   | 5    | 1    | 17   |
| A                     | 8          | Adam Hanga           | 16   | 4    | 2    | 18   |
| B                     | 0          | Shane Larkin         | 26   | 3    | 8    | 34   |
| Sustitutos:           |            |                      |      |      |      |      |
| AP                    | 1          | Andrea Bargnani      | 6    | 2    | 0    | 5    |
| A                     | 9          | Tadas Sedekerskis    | 0    | 0    | 0    | 0    |
| P                     | 12         | Ilimane Diop         | 8    | 4    | 0    | 10   |
| B                     | 15         | Nicolás Laprovittola | 0    | 2    | 1    | -2   |
| AP                    | 23         | Tornike Shengelia    | 0    | 0    | 0    | 0    |
| E                     | 34         | Chase Budinger       | 10   | 6    | 1    | 8    |
| B                     | 55         | Rafael Freire Luz    | 1    | 0    | 1    | 2    |
| Equipo                | Equipo     | Equipo               | 0    | 0    | 0    | 0    |
| TOTAL                 | TOTAL      | TOTAL                | 90   | 38   | 19   | 106  |
| Entrenador principal: |            |                      |      |      |      |      |
| Sito Alonso           |            |                      |      |      |      |      |

| Baskonia | Iberostar Tenerife |

| Iniciales:            | Iniciales: | Iniciales:         | Pts. | Reb. | Ast. | Val. |
| --------------------- | ---------- | ------------------ | ---- | ---- | ---- | ---- |
| B                     | 00         | Rodrigo San Miguel | 5    | 1    | 2    | -2   |
| AP                    | 11         | Will Hanley        | 0    | 1    | 0    | -2   |
| A                     | 13         | Marius Grigonis    | 23   | 1    | 6    | 28   |
| P                     | 31         | Georgios Bogris    | 18   | 9    | 2    | 22   |
| A                     | 42         | Aaron Doornekamp   | 7    | 4    | 3    | 7    |
| Sustitutos:           |            |                    |      |      |      |      |
| P                     | 7          | Mamadou Niang      | 0    | 0    | 0    | 0    |
| B                     | 10         | Ferrán Bassas      | 0    | 0    | 0    | -2   |
| A                     | 12         | Tariq Kirksay      | 5    | 2    | 0    | 1    |
| P                     | 17         | Fran Vázquez       | 2    | 2    | 0    | 3    |
| A                     | 21         | Tim Abromaitis     | 11   | 10   | 0    | 16   |
| B                     | 34         | Davin White        | 10   | 3    | 3    | 3    |
| E                     | 5          | Nicolás Richotti   | 0    | 0    | 0    | -1   |
| Equipo                | Equipo     | Equipo             | 0    | 2    | 0    | 0    |
| TOTAL                 | TOTAL      | TOTAL              | 81   | 35   | 16   | 75   |
| Entrenador principal: |            |                    |      |      |      |      |
| Txus Vidorreta        |            |                    |      |      |      |      |

#### Real Madrid–Morabanc Andorra
| 16 de febrero de 2017 21:30 (CET) | Real Madrid                                                     | 99–93                | Morabanc Andorra                                                                 | Vitoria |  |
|                                   | Parciales: 15-23, 18-20, 23-16, 30-27 (T.E.: 13-7)              |                      |                                                                                  | |  |
|                                   | Estadísticas Anthony Randolph 25 Luka Dončić 10 Sergio Llull 11 | Reporte Pts Reb Asts | Estadísticas 27 Giorgi Shermadini 8 Andrew Albicy, Oliver Stević 4 Andrew Albicy | Pabellón: Fernando Buesa Arena Asistencia: 14.597 espectadores Árbitros: Daniel Hierrezuelo Navas Carlos F. Peruga Embid Francisco Araña Santana Televisión: |  |

| Iniciales:            | Iniciales: | Iniciales:       | Pts. | Reb. | Ast. | Val. |
| --------------------- | ---------- | ---------------- | ---- | ---- | ---- | ---- |
| A                     | 8          | Jonas Mačiulis   | 2    | 4    | 0    | 5    |
| P                     | 14         | Gustavo Ayón     | 10   | 4    | 1    | 7    |
| E                     | 23         | Sergio Llull     | 22   | 7    | 11   | 28   |
| A                     | 44         | Jeffery Taylor   | 2    | 2    | 0    | -6   |
| AP                    | 9          | Felipe Reyes     | 0    | 3    | 0    | -1   |
| Sustitutos:           |            |                  |      |      |      |      |
| AP                    | 3          | Anthony Randolph | 25   | 6    | 0    | 27   |
| B                     | 4          | Dontaye Draper   | 0    | 0    | 0    | -3   |
| A                     | 5          | Rudy Fernández   | 7    | 4    | 1    | 4    |
| AP                    | 6          | Andrés Nocioni   | 11   | 8    | 2    | 12   |
| B                     | 7          | Luka Dončić      | 12   | 10   | 7    | 23   |
| E                     | 20         | Jaycee Carroll   | 8    | 1    | 0    | 4    |
| P                     | 21         | Othello Hunter   | 0    | 3    | 0    | 2    |
| Equipo                | Equipo     | Equipo           | 0    | 5    | 0    | 0    |
| TOTAL                 | TOTAL      | TOTAL            | 99   | 57   | 22   | 107  |
| Entrenador principal: |            |                  |      |      |      |      |
| Pablo Laso            |            |                  |      |      |      |      |

| Real Madrid | Morabanc Andorra |

| Iniciales:            | Iniciales: | Iniciales:        | Pts. | Reb. | Ast. | Val. |
| --------------------- | ---------- | ----------------- | ---- | ---- | ---- | ---- |
| B                     | 16         | Andrew Albicy     | 15   | 8    | 4    | 23   |
| P                     | 17         | Giorgi Shermadini | 27   | 7    | 0    | 28   |
| A                     | 23         | David Walker      | 3    | 3    | 0    | 1    |
| E                     | 25         | David Jelínek     | 4    | 2    | 3    | -3   |
| A                     | 43         | Antetokounmpo     | 9    | 2    | 0    | 4    |
| Sustitutos:           |            |                   |      |      |      |      |
| B                     | 5          | Thomas Schreiner  | 9    | 1    | 1    | 7    |
| AP                    | 7          | Beka Burjanadze   | 7    | 7    | 2    | 14   |
| AP                    | 14         | Oliver Stević     | 4    | 8    | 1    | 4    |
| E                     | 24         | Guillem Colom     | 0    | 0    | 0    | -1   |
| B                     | 35         | Nil Brià          | 2    | 0    | 0    | 3    |
| A                     | 8          | Hugo Schneider    | 0    | 0    | 0    | 0    |
| E                     | 15         | David Navarro     | 13   | 4    | 3    | 16   |
| Equipo                | Equipo     | Equipo            | 0    | 1    | 0    | 0    |
| TOTAL                 | TOTAL      | TOTAL             | 93   | 43   | 14   | 96   |
| Entrenador principal: |            |                   |      |      |      |      |
| Joan Peñarroya        |            |                   |      |      |      |      |

#### Valencia Basket–Herbalife Gran Canaria
| 17 de febrero de 2017 19:00 (CET) | Valencia Basket                                                     | 88–72                | Herbalife Gran Canaria                                           | Vitoria |  |
|                                   | Parciales: 23-17, 26-17, 13-16, 26-22                               |                      |                                                                  | |  |
|                                   | Estadísticas Bojan Dubljević 22 Bojan Dubljević 11 Sam Van Rossom 7 | Reporte Pts Reb Asts | Estadísticas 12 Anžejs Pasečņiks 6 Royce O'Neale 7 Albert Oliver | Pabellón: Fernando Buesa Arena Asistencia: 14.352 espectadores Árbitros: José Antonio Martín Bertran Antonio R. Conde Ruiz Carlos Cortés Rey Televisión: |  |

| Iniciales:             | Iniciales: | Iniciales:            | Pts. | Reb. | Ast. | Val. |
| ---------------------- | ---------- | --------------------- | ---- | ---- | ---- | ---- |
| P                      | 14         | Bojan Dubljević       | 22   | 11   | 2    | 32   |
| B                      | 16         | Guillem Vives         | 12   | 2    | 4    | 16   |
| A                      | 19         | Fernando San Emeterio | 2    | 2    | 2    | 2    |
| AP                     | 43         | Luke Sikma            | 6    | 6    | 6    | 10   |
| E                      | 17         | Rafael Martínez       | 3    | 3    | 2    | 1    |
| Sustitutos:            |            |                       |      |      |      |      |
| B                      | 8          | Antoine Diot          | 8    | 2    | 1    | 0    |
| B                      | 9          | Sam Van Rossom        | 8    | 1    | 7    | 13   |
| E                      | 10         | Romain Sato           | 7    | 2    | 0    | 10   |
| AP                     | 18         | Pierre Oriola         | 14   | 1    | 0    | 10   |
| A                      | 30         | Joan Sastre           | 9    | 0    | 2    | 10   |
| P                      | 55         | Viacheslav Kravtsov   | 0    | 3    | 0    | -5   |
| AP                     | 0          | Will Thomas           | 2    | 1    | 0    | -1   |
| Equipo                 | Equipo     | Equipo                | 0    | 5    | 0    | 0    |
| TOTAL                  | TOTAL      | TOTAL                 | 88   | 39   | 26   | 103  |
| Entrenador principal:  |            |                       |      |      |      |      |
| Pedro Martínez Sánchez |            |                       |      |      |      |      |

| Valencia Basket | Herbalife Gran Canaria |

| Iniciales:            | Iniciales: | Iniciales:       | Pts. | Reb. | Ast. | Val. |
| --------------------- | ---------- | ---------------- | ---- | ---- | ---- | ---- |
| B                     | 7          | Bo McCalebb      | 10   | 0    | 2    | 10   |
| E                     | 9          | Sasu Salin       | 7    | 2    | 0    | 4    |
| P                     | 14         | Anžejs Pasečņiks | 12   | 2    | 0    | 12   |
| A                     | 15         | Royce O'Neale    | 4    | 6    | 2    | 4    |
| AP                    | 13         | Eulis Báez       | 4    | 2    | 1    | 7    |
| Sustitutos:           |            |                  |      |      |      |      |
| P                     | 2          | Richard Hendrix  | 5    | 2    | 1    | 6    |
| P                     | 6          | Darko Planinić   | 4    | 3    | 0    | 8    |
| A                     | 21         | Oriol Paulí      | 0    | 1    | 1    | -1   |
| A                     | 22         | Xavi Rabaseda    | 3    | 0    | 0    | 2    |
| E                     | 24         | Kyle Kuric       | 9    | 2    | 2    | 6    |
| AP                    | 34         | Pablo Aguilar    | 7    | 2    | 3    | 13   |
| B                     | 4          | Albert Oliver    | 7    | 1    | 7    | 12   |
| Equipo                | Equipo     | Equipo           | 0    | 4    | 0    | 0    |
| TOTAL                 | TOTAL      | TOTAL            | 72   | 27   | 19   | 85   |
| Entrenador principal: |            |                  |      |      |      |      |
| Luis Casimiro         |            |                  |      |      |      |      |

#### FC Barcelona Lassa–Unicaja
| 17 de febrero de 2017 21:30 (CET) | FC Barcelona Lassa                                     | 82–70                | Unicaja Málaga                                                    | Vitoria |  |
|                                   | Parciales: 17-22, 11-11, 30-18, 24-19                  |                      |                                                                   | |  |
|                                   | Estadísticas Tyrese Rice 20 Ante Tomić 6 Tyrese Rice 7 | Reporte Pts Reb Asts | Estadísticas 16 Nemanja Nedović 7 Carlos Suárez 3 Nemanja Nedović | Pabellón: Fernando Buesa Arena Asistencia: 14.535 espectadores Árbitros: Juan Carlos García González Emilio Pérez Pizarro Sergio Manuel Rodríguez Televisión: |  |

| Iniciales:            | Iniciales: | Iniciales:          | Pts. | Reb. | Ast. | Val. |
| --------------------- | ---------- | ------------------- | ---- | ---- | ---- | ---- |
| B                     | 2          | Tyrese Rice         | 20   | 2    | 7    | 19   |
| AP                    | 14         | Aleksander Vezenkov | 4    | 1    | 0    | 4    |
| B                     | 32         | Alex Renfroe        | 11   | 4    | 3    | 14   |
| A                     | 33         | Stratos Perperoglou | 1    | 4    | 2    | 1    |
| P                     | 44         | Ante Tomić          | 13   | 6    | 1    | 16   |
| Sustitutos:           |            |                     |      |      |      |      |
| B                     | 1          | Xavier Munford      | 3    | 0    | 0    | 2    |
| AP                    | 10         | Víctor Claver       | 0    | 5    | 1    | 3    |
| P                     | 13         | Vítor Faverani      | 7    | 5    | 0    | 10   |
| B                     | 16         | Stefan Peno         | 0    | 0    | 0    | 0    |
| A                     | 20         | Marcus Eriksson     | 18   | 4    | 0    | 23   |
| P                     | 21         | Moussa Diagne       | 0    | 1    | 0    | -1   |
| E                     | 25         | Petteri Koponen     | 5    | 0    | 2    | 1    |
| Equipo                | Equipo     | Equipo              | 0    | 2    | 0    | 0    |
| TOTAL                 | TOTAL      | TOTAL               | 82   | 34   | 16   | 92   |
| Entrenador principal: |            |                     |      |      |      |      |
| Georgios Bartzokas    |            |                     |      |      |      |      |

| FC Barcelona Lassa | Unicaja Málaga |

| Iniciales:            | Iniciales: | Iniciales:       | Pts. | Reb. | Ast. | Val. |
| --------------------- | ---------- | ---------------- | ---- | ---- | ---- | ---- |
| B                     | 8          | Kyle Fogg        | 8    | 2    | 0    | 4    |
| E                     | 16         | Nemanja Nedović  | 16   | 2    | 3    | 18   |
| A                     | 21         | Adam Waczyński   | 3    | 2    | 0    | -5   |
| AP                    | 23         | Jeff Brooks      | 12   | 5    | 1    | 12   |
| P                     | 44         | Dejan Musli      | 6    | 6    | 0    | 10   |
| Sustitutos:           |            |                  |      |      |      |      |
| P                     | 2          | Viny Okouo       | 0    | 0    | 0    | -1   |
| B                     | 9          | Alberto Díaz     | 7    | 2    | 2    | 6    |
| A                     | 11         | Dani Díez        | 0    | 0    | 0    | -3   |
| E                     | 15         | Jamar Smith      | 10   | 0    | 1    | 4    |
| B                     | 20         | Oliver Lafayette | 0    | 0    | 0    | 0    |
| P                     | 92         | Alen Omić        | 2    | 1    | 0    | 0    |
| AP                    | 43         | Carlos Suárez    | 6    | 7    | 2    | 11   |
| Equipo                | Equipo     | Equipo           | 0    | 2    | 0    | 0    |
| TOTAL                 | TOTAL      | TOTAL            | 70   | 29   | 9    | 60   |
| Entrenador principal: |            |                  |      |      |      |      |
| Joan Plaza            |            |                  |      |      |      |      |

### Semifinales

#### Semifinal 1
| 18 de febrero de 2017 18:30 (CET) | Real Madrid                                         | 103–99               | Baskonia                                       | Vitoria |  |
|                                   | Parciales: 15-20, 29-15, 24-29, 21-25 (T.E.: 14-10) |                      |                                                | |  |
|                                   | Estadísticas Llull / Dončić 23 Dončić 6 Ayón 8      | Reporte Pts Reb Asts | Estadísticas 27 Beaubois 11 Voigtmann 9 Larkin | Pabellón: Fernando Buesa Arena Asistencia: 15.465 espectadores Árbitros: José Antonio Martín Bertrán Miguel Ángel Pérez Pérez Benjamín Jiménez Trujillo Televisión: |  |

| Iniciales:                      | Iniciales: | Iniciales:         | Pts. | Reb. | Ast. | Val. |
| ------------------------------- | ---------- | ------------------ | ---- | ---- | ---- | ---- |
| B                               | 1          | Nombre del juagdor | 0    | 0    | 0    | 0    |
| E                               | 2          | Nombre del juagdor | 0    | 0    | 0    | 0    |
| A                               | 3          | Nombre del juagdor | 0    | 0    | 0    | 0    |
| AP                              | 4          | Nombre del juagdor | 0    | 0    | 0    | 0    |
| P                               | 5          | Nombre del juagdor | 0    | 0    | 0    | 0    |
| Sustitutos:                     |            |                    |      |      |      |      |
| B                               | 6          | Nombre del juagdor | 0    | 0    | 0    | 0    |
| E                               | 7          | Nombre del juagdor | 0    | 0    | 0    | 0    |
| A                               | 8          | Nombre del juagdor | 0    | 0    | 0    | 0    |
| AP                              | 9          | Nombre del juagdor | 0    | 0    | 0    | 0    |
| P                               | 10         | Nombre del juagdor | 0    | 0    | 0    | 0    |
| AP                              | 11         | Nombre del juagdor | 0    | 0    | 0    | 0    |
| P                               | 12         | Nombre del juagdor | 0    | 0    | 0    | 0    |
| Equipo                          | Equipo     | Equipo             | 0    | 0    | 0    | 0    |
| TOTAL                           | TOTAL      | TOTAL              | 0    | 0    | 0    | 0    |
| Entrenador principal:           |            |                    |      |      |      |      |
| Nombre del entrenador principal |            |                    |      |      |      |      |

| Por definir | Por definir |

| Iniciales:                      | Iniciales: | Iniciales:         | Pts. | Reb. | Ast. | Val. |
| ------------------------------- | ---------- | ------------------ | ---- | ---- | ---- | ---- |
| B                               | 1          | Nombre del juagdor | 0    | 0    | 0    | 0    |
| E                               | 2          | Nombre del juagdor | 0    | 0    | 0    | 0    |
| A                               | 3          | Nombre del juagdor | 0    | 0    | 0    | 0    |
| AP                              | 4          | Nombre del juagdor | 0    | 0    | 0    | 0    |
| P                               | 5          | Nombre del juagdor | 0    | 0    | 0    | 0    |
| Sustitutos:                     |            |                    |      |      |      |      |
| B                               | 6          | Nombre del juagdor | 0    | 0    | 0    | 0    |
| E                               | 7          | Nombre del juagdor | 0    | 0    | 0    | 0    |
| A                               | 8          | Nombre del juagdor | 0    | 0    | 0    | 0    |
| AP                              | 9          | Nombre del juagdor | 0    | 0    | 0    | 0    |
| P                               | 10         | Nombre del juagdor | 0    | 0    | 0    | 0    |
| AP                              | 11         | Nombre del juagdor | 0    | 0    | 0    | 0    |
| P                               | 12         | Nombre del juagdor | 0    | 0    | 0    | 0    |
| Equipo                          | Equipo     | Equipo             | 0    | 0    | 0    | 0    |
| TOTAL                           | TOTAL      | TOTAL              | 0    | 0    | 0    | 0    |
| Entrenador principal:           |            |                    |      |      |      |      |
| Nombre del entrenador principal |            |                    |      |      |      |      |

#### Semifinal 2
| 18 de febrero de 2017 21:00 (CET) | FC Barcelona Lassa                    | 67–76           | Valencia Basket | Vitoria |  |
|                                   | Parciales: 17-19, 21-10, 13-30, 16-17 |                 |                 | |  |
|                                   | Estadísticas                          | Reporte Pts Reb | Estadísticas    | Pabellón: Fernando Buesa Arena Asistencia: 15.412 espectadores Árbitros: Juan Carlos García González Emilio Pérez Pizarro Carlos Cortés Rey Televisión: |  |

| Iniciales:                      | Iniciales: | Iniciales:         | Pts. | Reb. | Ast. | Val. |
| ------------------------------- | ---------- | ------------------ | ---- | ---- | ---- | ---- |
| B                               | 1          | Nombre del juagdor | 0    | 0    | 0    | 0    |
| E                               | 2          | Nombre del juagdor | 0    | 0    | 0    | 0    |
| A                               | 3          | Nombre del juagdor | 0    | 0    | 0    | 0    |
| AP                              | 4          | Nombre del juagdor | 0    | 0    | 0    | 0    |
| P                               | 5          | Nombre del juagdor | 0    | 0    | 0    | 0    |
| Sustitutos:                     |            |                    |      |      |      |      |
| B                               | 6          | Nombre del juagdor | 0    | 0    | 0    | 0    |
| E                               | 7          | Nombre del juagdor | 0    | 0    | 0    | 0    |
| A                               | 8          | Nombre del juagdor | 0    | 0    | 0    | 0    |
| AP                              | 9          | Nombre del juagdor | 0    | 0    | 0    | 0    |
| P                               | 10         | Nombre del juagdor | 0    | 0    | 0    | 0    |
| AP                              | 11         | Nombre del juagdor | 0    | 0    | 0    | 0    |
| P                               | 12         | Nombre del juagdor | 0    | 0    | 0    | 0    |
| Equipo                          | Equipo     | Equipo             | 0    | 0    | 0    | 0    |
| TOTAL                           | TOTAL      | TOTAL              | 0    | 0    | 0    | 0    |
| Entrenador principal:           |            |                    |      |      |      |      |
| Nombre del entrenador principal |            |                    |      |      |      |      |

| Por definir | Por definir |

| Iniciales:                      | Iniciales: | Iniciales:         | Pts. | Reb. | Ast. | Val. |
| ------------------------------- | ---------- | ------------------ | ---- | ---- | ---- | ---- |
| B                               | 1          | Nombre del juagdor | 0    | 0    | 0    | 0    |
| E                               | 2          | Nombre del juagdor | 0    | 0    | 0    | 0    |
| A                               | 3          | Nombre del juagdor | 0    | 0    | 0    | 0    |
| AP                              | 4          | Nombre del juagdor | 0    | 0    | 0    | 0    |
| P                               | 5          | Nombre del juagdor | 0    | 0    | 0    | 0    |
| Sustitutos:                     |            |                    |      |      |      |      |
| B                               | 6          | Nombre del juagdor | 0    | 0    | 0    | 0    |
| E                               | 7          | Nombre del juagdor | 0    | 0    | 0    | 0    |
| A                               | 8          | Nombre del juagdor | 0    | 0    | 0    | 0    |
| AP                              | 9          | Nombre del juagdor | 0    | 0    | 0    | 0    |
| P                               | 10         | Nombre del juagdor | 0    | 0    | 0    | 0    |
| AP                              | 11         | Nombre del juagdor | 0    | 0    | 0    | 0    |
| P                               | 12         | Nombre del juagdor | 0    | 0    | 0    | 0    |
| Equipo                          | Equipo     | Equipo             | 0    | 0    | 0    | 0    |
| TOTAL                           | TOTAL      | TOTAL              | 0    | 0    | 0    | 0    |
| Entrenador principal:           |            |                    |      |      |      |      |
| Nombre del entrenador principal |            |                    |      |      |      |      |

### Final
| 19 de febrero de 2017 18:30 (CET) | Real Madrid                                                   | 97–95        | Valencia Basket                                                  | Vitoria |  |
|                                   | Parciales: 22-16, 25-29, 27-26, 23-24                         |              |                                                                  | |  |
|                                   | Estadísticas Sergio Llull 22 Anthony Randolph 7 Luka Dončić 6 | Pts Reb Asts | Estadísticas 28 Bojan Dubljević 8 Pierre Oriola 7 Sam Van Rossom | Pabellón: Fernando Buesa Arena Asistencia: 14.982 espectadores Árbitros: Juan Carlos García González Antonio Conde Benjamín Jiménez Trujillo Televisión: |  |

| Iniciales:                      | Iniciales: | Iniciales:         | Pts. | Reb. | Ast. | Val. |
| ------------------------------- | ---------- | ------------------ | ---- | ---- | ---- | ---- |
| B                               | 1          | Nombre del juagdor | 0    | 0    | 0    | 0    |
| E                               | 2          | Nombre del juagdor | 0    | 0    | 0    | 0    |
| A                               | 3          | Nombre del juagdor | 0    | 0    | 0    | 0    |
| AP                              | 4          | Nombre del juagdor | 0    | 0    | 0    | 0    |
| P                               | 5          | Nombre del juagdor | 0    | 0    | 0    | 0    |
| Sustitutos:                     |            |                    |      |      |      |      |
| B                               | 6          | Nombre del juagdor | 0    | 0    | 0    | 0    |
| E                               | 7          | Nombre del juagdor | 0    | 0    | 0    | 0    |
| A                               | 8          | Nombre del juagdor | 0    | 0    | 0    | 0    |
| AP                              | 9          | Nombre del juagdor | 0    | 0    | 0    | 0    |
| P                               | 10         | Nombre del juagdor | 0    | 0    | 0    | 0    |
| AP                              | 11         | Nombre del juagdor | 0    | 0    | 0    | 0    |
| P                               | 12         | Nombre del juagdor | 0    | 0    | 0    | 0    |
| Equipo                          | Equipo     | Equipo             | 0    | 0    | 0    | 0    |
| TOTAL                           | TOTAL      | TOTAL              | 0    | 0    | 0    | 0    |
| Entrenador principal:           |            |                    |      |      |      |      |
| Nombre del entrenador principal |            |                    |      |      |      |      |

| Por definir | Por definir |

| Iniciales:                      | Iniciales: | Iniciales:         | Pts. | Reb. | Ast. | Val. |
| ------------------------------- | ---------- | ------------------ | ---- | ---- | ---- | ---- |
| B                               | 1          | Nombre del juagdor | 0    | 0    | 0    | 0    |
| E                               | 2          | Nombre del juagdor | 0    | 0    | 0    | 0    |
| A                               | 3          | Nombre del juagdor | 0    | 0    | 0    | 0    |
| AP                              | 4          | Nombre del juagdor | 0    | 0    | 0    | 0    |
| P                               | 5          | Nombre del juagdor | 0    | 0    | 0    | 0    |
| Sustitutos:                     |            |                    |      |      |      |      |
| B                               | 6          | Nombre del juagdor | 0    | 0    | 0    | 0    |
| E                               | 7          | Nombre del juagdor | 0    | 0    | 0    | 0    |
| A                               | 8          | Nombre del juagdor | 0    | 0    | 0    | 0    |
| AP                              | 9          | Nombre del juagdor | 0    | 0    | 0    | 0    |
| P                               | 10         | Nombre del juagdor | 0    | 0    | 0    | 0    |
| AP                              | 11         | Nombre del juagdor | 0    | 0    | 0    | 0    |
| P                               | 12         | Nombre del juagdor | 0    | 0    | 0    | 0    |
| Equipo                          | Equipo     | Equipo             | 0    | 0    | 0    | 0    |
| TOTAL                           | TOTAL      | TOTAL              | 0    | 0    | 0    | 0    |
| Entrenador principal:           |            |                    |      |      |      |      |
| Nombre del entrenador principal |            |                    |      |      |      |      |

| Campeones de la Copa del Rey 2017 |
| --------------------------------- |
| Bandera de la Comunidad de Madrid |
| Real Madrid 27.º título           |

## MVP de la Copa
- Sergio Llull

## Minicopa Endesa

### Final
| 19 de febrero de 2017 12:00 (CET) | Unicaja Rincón Fertilidad             | 64–85           | Real Madrid  | Vitoria                                                                                             |  |
|                                   | Parciales: 25-16, 10-21, 13-22, 16-26 |                 |              | |  |
|                                   | Estadísticas                          | Reporte Pts Reb | Estadísticas | Pabellón: Fernando Buesa Arena Árbitros: Fernando Calatrava Sergio Manuel Mikel Uriarte Televisión: |  |